# منزل مير كاظم خان صارمي
منزل مير کاظم خان صارمي (بالفارسية: خانه میرکاظم خان صارمی) هو منزل تاريخي يعود إلى عصر القاجاريون، ويقع في نمين.